# آمریکانا (موسیقی)

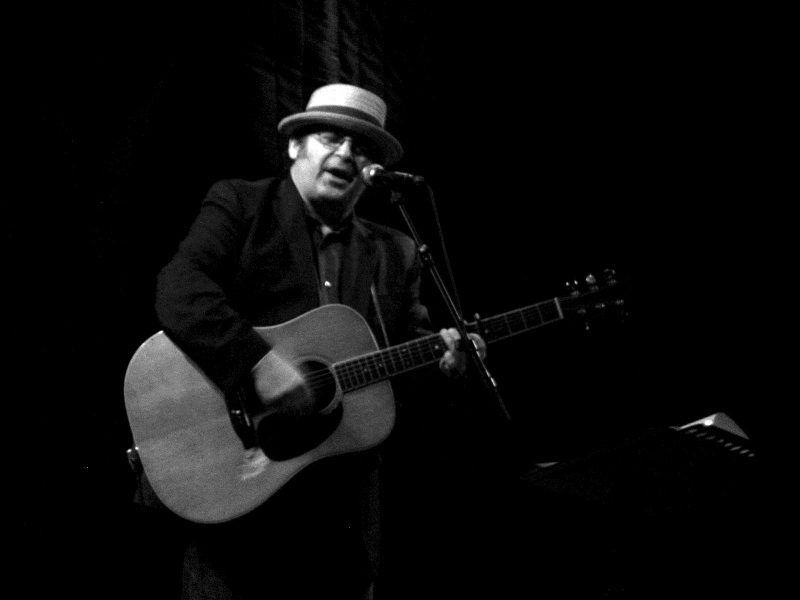
در حال اجرای آمریکانا (موسیقی)

آمریکانا (انگلیسی: Americana) گونه ای از موسیقی تلفیقی در آمریکاست که از سنت‌های مشترک و گوناگونی سرچشمه گرفته‌است و یک ایتوس موسیقایی در ایالات متحده به وجود آورده‌است، از جملهٔ این موسیقی‌ها فولکلور، کانتری، بلوز، ریتم اند بلوز، راک اند رول، موسیقی گاسپل و همین‌طور دیگر سنت‌های وارد شده می‌باشند.